# Berliner Nationalklub von 1919
Der Berliner Nationalklub von 1919 war ein am 2. Oktober 1919 gegründeter politischer Klub der deutschen Oberschicht und intellektuelles Zentrum der Nationalen Rechten. In ihm versammelten sich unter Führung Alfred Hugenbergs standesbewusste Vertreter der Politik, des Adels, des Militärs und der Wirtschaft, die eine Förderung des „nationalen Gedankens“ auf antikommunistischer Grundlage anstrebten. Der Klub stand der DNVP nahe und geriet zum Ende der Weimarer Republik in nationalsozialistisches Fahrwasser.

## Der Klub
Der Klub wurde auf Initiative des Alldeutschen Verbandes gegründet und gehörte zum „System Hugenberg“. Er ging aus der im Januar 1918 gegründeten „Donnerstags-Vereinigung“ hervor. Gegründet wurde er im Prinz-Albrecht-Hotel und hatte seinen Sitz in der Berliner Friedrich-Ebert-Straße. Im gleichen Jahr wurde auch der Hamburger Nationalklub gegründet. In den folgenden Jahren entstanden Nationalklubs unter anderem in Mainz, Magdeburg, Leipzig und Dresden. Diese Klubs waren eigenständige Organisationen, die aber über Personalverflechtung in Verbindung standen. Der Berliner Nationalklub war der größte Klub, 1925 zählte er 1.800 Mitglieder. Der Eintrittsbeitrag betrug 500 Reichsmark und der Jahresbeitrag 200 Reichsmark.
Der Klub verstand sich als ein „geistiger Sammelpunkt der aktivistischen Kämpfer gegen das Weimarer System“. Über die grundlegenden Ziele heißt es in einer Werbeschrift des Klubs:

„[Der Klub …] soll, ohne ein Parteiklub zu sein, wohl aber in Zusammensetzung wie Sinnesrichtung einen wahrhaft deutschen Klub darstellend, ein Vereinigungspunkt aller der Kreise werden, in denen der nationale Gedanke in Schärfe und Klarheit lebt, die überzeugt sind, dass ein Wiederaufstieg des deutschen Volks nur auf Grundlage des nationalen Gedankens möglich ist und die deshalb den heute herrschenden, zersetzenden, international gerichteten Kräften entgegenzuwirken entschlossen sind.“

In der Regel fanden jeden Montagabend – meist durch geladene Gäste – Vorträge zu politisch und wirtschaftspolitischen Themen statt. Diesen Veranstaltungen ging ein gemeinsames Essen voraus.
1932 wurde Carl Eduard Herzog von Sachsen-Coburg Präsident des Klubs und der zur NSDAP übergetretene Hans Pfundtner sein Stellvertreter. Unter ihrer Führung stellte sich der Klub auf den Boden der Harzburger Front und näherte sich weitestgehend der NSDAP an. Stolz schrieb die Klubleitung 1934 an Ernst Röhm, der Klub sei bereits Ende 1932 „zu gut 70 % nationalsozialistisch“ gewesen.
Der Club bestand bis 1945 und wurde während der nationalsozialistischen Diktatur staatlicherseits bezuschusst. Nach der Machtergreifung gingen Mitgliederzahl und die Aktivität des Klubs zurück. 1936 hatte er 583 Mitglieder.

## Hitlers Auftritte
Am 8. Dezember 1921, am 29. Mai 1922 und im Juni 1922 sprach Adolf Hitler vor dem Klub. Über den Inhalt und Verlauf dieser Ansprachen ist wenig bekannt geworden.
Über den Auftritt am 29. Mai 1922 schrieb Wilhelm Weicher, dass „sich die Clubräume mit einer ungewöhnlich stattlichen Besucherzahl“ gefüllt hätten. Die Versammlungsleitung habe in den Händen des Prinzen Karl zu Loewenstein gelegen. Mit „hinreißender Beredsamkeit und formvollendet“ sei Hitler auf sein Parteiprogramm eingegangen, nach der Rede „bildeten sich kleine Gruppen, die den Vortrag lebhaft erörterten“.
In derselben Zeit schrieb Hitler eine Denkschrift an industrielle Gönner, so dass die historische Forschung davon ausgeht, dass Hitler ähnliches vor dem Berliner Klub ausführte. In dieser Denkschrift vom 22. Oktober 1922 schrieb Hitler:

„Die Bolschewisierung Deutschlands jedoch bedeutet die Vernichtung der gesamten christlich-abendländischen Kultur überhaupt. In der vorauszusehenden Erkenntnis dieser Katastrophe und der Unzulänglichkeit der Mittel zu ihrer Abwehr wurde vor drei Jahren, am 5. Januar 1919, die Nationalsozialistische Deutsche Arbeiterpartei gegründet. Ihr Ziel heißt ganz kurz: Vernichtung und Ausrottung der marxistischen Weltanschauung. – Mittel hierzu soll 1. eine unvergleichliche, genial aufgezogene Propaganda- und Aufklärungsorganisation, alle Möglichkeiten der menschlichen Beeinflussung erfassend; 2. eine Organisation rücksichtlosester Kraft und brutaler Entschlossenheit, bereit, jedem Terror des Marxismus einen noch zehnfach größeren entgegenzusetzen.“

Bei einem dieser Auftritte wurde auch der Präsident der Vereinigung der Deutschen Arbeitgeberverbände Ernst von Borsig auf Hitler aufmerksam. Laut einem Schreiben des Privatsekretärs Borsigs, Fritz Detert, an Borsigs Sohn, war Borsig „durch das Erlebnis dieses Abends so stark gepackt“, dass er begann, die NSDAP zu finanzieren.
Am 28. Februar 1926 und am 1. Dezember 1930 sprach Hitler auch vor dem Hamburger Nationalklub, am 11. April 1930 vor dem Sächsischen Nationalklub in Dresden.
1937 wurde der 15. Jahrestag der ersten Rede Hitlers vor dem Klub in Anwesenheit Hitlers feierlich begangen.
Joseph Goebbels notierte am 25. Juli 1940 in sein Tagebuch:

„Er [Hitler] spricht mit Verachtung von den höheren Kreisen. Dort ist für uns nicht viel zu holen. Wir müssen immer beim Volke bleiben. Er erzählt Beispiele aus der Geschichte der Bewegung, wie er damals im Berliner Nationalen Club redete und nur die Garderobenfrauen ihn verstanden.“

## Präsidenten
- Otto Fürst zu Salm-Horstmar (früherer Vorsitzender des Deutschen Flottenvereins)
- Oskar von Hutier (General)
- Hermann Kreth (1927–1930)
- Carl Eduard Herzog von Sachsen-Coburg
- Ewald von Massow ab 1936

## Präsidium von 1919
- Oskar von Hutier (General, Vorsitzender)
- Gottfried Traub (Pfarrer DNVP, 1. Stellvertreter)
- Ernst von Richter (Oberpräsident DVP, 2. Stellvertreter)

## Vorstand von 1919
| - Alfred Hugenberg - Hugo Stinnes - Albert Vögler - Emil Kirdorf - Graf von Arnim-Muskau - Wilhelm Beumer (Generalsekretär des Langnam-Vereins) - Max von Grapow (Admiral) - Rudolf Heinze (Staatsminister) - Franz Joseph Fürst zu Isenburg - Friedrich von Lindequist (hoher Kolonialbeamter) - Karl Prinz zu Löwenstein - Gustav Roesicke (Vorsitzender des Bundes der Landwirte) - Max Rötger (Vorsitzender des Centralverbandes deutscher Industrieller) - Max Wildgrube - Leopold Baron von Vietinghoff-Scheel - Paul Bang - Johann Baptist Becker - Dir. Behrens (Imperator Motorenwerke) - Friedrich Wilhelm von Berg (Vorsitzender der Deutschen Adelsgenossenschaft) - Wilhelm Beukenberg - Herbert von Dirksen - Alexander Georg Graf zu Dohna - Hermann von Dewitz (Hauptmann) - Georg Foertsch (Major) - Clemens Carl Freyer - Andreas Gildemeister - Walther Graef (Zeitungsverleger) | - Albrecht von Graefe (Major) - Ulrich von Hassell - Otto Hoetzsch - Siegfried von Kardorff - Adolf Kempkes (Rechtsanwalt) - Max Kloss - Julius Friedrich Lehmann (Verleger) - Ingenieur Lessel - Hans-Erdmann von Lindeiner-Wildau (Amtsrichter) - Reinhard Mannesmann (Mannesmann-Werke) - Otto Most (Oberbürgermeister) - Karl Georg Negenborn (Oberregierungsrat) - v. Rautter (Major) - Franz von Reichenau (Kaiserlicher Gesandter) - Ernst Graf zu Reventlow - Anton von Rieppel (MAN, Reichsrat) - Otto Rippel (Verlagsbuchhändler) - Heinrich Rippler (Hauptschriftleiter Tägliche Rundschau) - Georg-Wilhelm Schiele-Naumburg - Ferdinand Schweighoffer - Friedrich Ernst von Schwerin (Regierungspräsident) - Wagner (Justizrat) - Conrad von Wangenheim - Weidtmann (Geheimrat) - Kuno Graf von Westarp - Direktor Wiegand - Reinhold Wulle (Chefredakteur d. Deutschen Zeitung) |

## Mitglieder
- Hans Heinrich Lammers
- Paul von Hindenburg (Generalfeldmarschall und Ehrenmitglied)
- August von Mackensen (Generalfeldmarschall und Ehrenmitglied)